# Lebbeke
Lebbeke ist eine Gemeinde in Belgien in der Denderstreek in der Provinz Ostflandern. Sie zählt 20.059 Einwohner (Stand 1. Januar 2024) auf einer Fläche von 26,92 km². Zu der Gemeinde gehören die Orte Denderbelle, Lebbeke und Wieze. In Wieze betreibt das Unternehmen Barry Callebaut die größte Schokoladenfabrik der Welt.

## Söhne und Töchter der Gemeinde
- James Oliver Van de Velde (1795–1855), Jesuit, Bischof von Chicago (1849–1853) und Natchez (1853–1855)
- Jean-Marie Pfaff (* 1953), galt als einer der weltbesten Torhüter der 1980er Jahre
- Raymond Mommens (* 1958), Fußballspieler
- Ruben Verheyden (* 2000), Mittelstreckenläufer

## Einzelnachweise

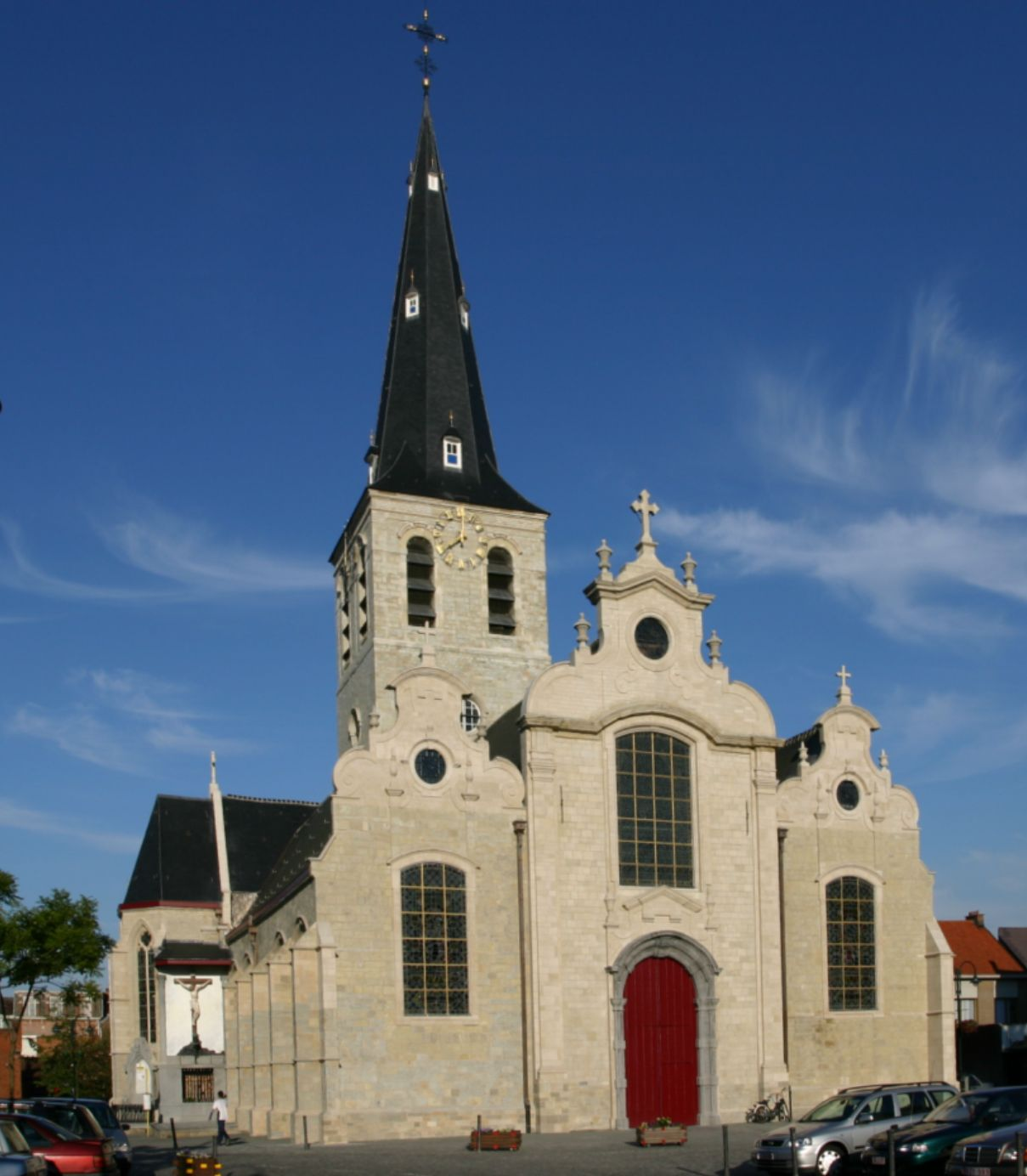
Die Liebfrauenkirche von Lebbeke